# Circuito Internacional de Lusail
O Circuito Internacional de Lusail (em árabe: حلبة لوسيل الدولية, às vezes chamado de Circuito Internacional de Losail) é um autódromo que fica localizado em Lusail, ao norte de Doha, no Catar e possui 5.380 km de extensão.
O circuito foi construído em 2004, e faz parte do calendário da MotoGP sediando o Grande Prêmio do Catar de Motovelocidade. Entrou para a história como a primeira prova noturna da MotoGP em 2008. Também recebe o Campeonato Mundial de Superbike. Recebeu a WTCC entre os anos de 2015 e 2017.
O circuito sediou a vigésima corrida da temporada de Fórmula 1 de 2021, hospedando a edição inaugural do Grande Prêmio do Catar, que retornará ao calendário da categoria a partir de 2023 no mesmo autódromo, abandonando a ideia inicial da prova ser sediada em outro local.

## Provas disputadas e vencedores na Fórmula 1

### Por ano
| Ano                                      | Piloto         | Construtor          | Detalhes |
| ---------------------------------------- | -------------- | ------------------- | -------- |
| 2021                                     | Lewis Hamilton | Mercedes            | Detalhes |
| Não houve em 2022 devido a Copa do Mundo |                |                     |          |
| 2023                                     | Max Verstappen | Red Bull-Honda RBPT | Detalhes |
| 2024                                     | Max Verstappen | Red Bull-Honda RBPT | Detalhes |

### Por pilotos, equipes e países que mais venceram
|          |                |            |
| Vitórias | Pilotos        | Edições    |
| 2        | Max Verstappen | 2023, 2024 |
| 1        | Lewis Hamilton | 2021       |

|          |            |            |
| Vitórias | Construtor | Edições    |
| 2        | Red Bull   | 2023, 2024 |
| 1        | Mercedes   | 2021       |

|          |               |            |
| Vitórias | País          | Edições    |
| 2        | Países Baixos | 2023, 2024 |
| 1        | Reino Unido   | 2021       |

(Última atualização: GP do Catar de 2024)